# 約阿施 (以色列)

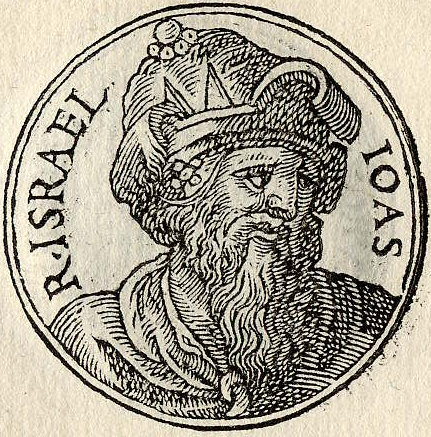
約阿施

約阿施（希伯來語：יהואש המלך，？—前782年），天主教譯為耶曷阿士，是古代中東國家北以色列王國的君主。他的父親是約哈斯（《列王紀下》第13章第10节参）。

## 登年早期
約阿施在位的年期，目前歷史上有兩種講法：
1. 費毅榮（英语：Edwin R. Thiele）認為是從前804年到前790年；
2. 威廉·奧爾布賴特（英语：William F. Albright）認為是從前801年到前786年。

## 聖經相關章節
- 《列王紀下》第13章10節-25節